# Шугалей, Людмила Николаевна
Людми́ла Никола́евна Шугале́й (укр. Людмила Миколаївна Шугалей) — украинская военная деятельница, генерал-майор медицинской службы, начальник военно-медицинского управления Службы безопасности Украины (с 2014), заслуженный врач Украины. Первая женщина-генерал в истории Украины среди военных.

## Биография
Людмила Шугалей родилась 21 марта 1965 года в Киеве.
Во времена Евромайдана в 2013—2014 гг. оказывала помощь раненым участникам протеста.

### Военная служба
До 2014 года Шугалей была заместителем начальника Военно-медицинского управления Службы безопасности Украины, в 2014 возглавила его управление. Тогда же ею было получено звание подполковника медицинской службы.
12 октября 2018 года получила звание генерал-майора медицинской службы. По состоянию на 2018 год — единственная женщина-генерал на военной службе в Украине (в 2004 году звание генерал-майора полиции получила пресс-секретарь МВД Украины Татьяна Подашевская).

## Награды и отличия
- Заслуженный врач Украины (20 августа 2008) — «За особые заслуги в защите государственного суверенитета и территориальной целостности Украины, охрану конституционных прав и свобод человека, мужество и самоотверженность, проявленные при исполнении воинского и служебного долга, и по случаю 17-й годовщины независимости Украины, за весомый личный вклад в укрепление обороноспособности и безопасности Украинского государства, безукоризненное выполнение воинского и служебного долга, высокий профессионализм»
- Орден княгини Ольги III ст. (22 августа 2016) — «за личный вклад в укрепление обороноспособности Украинского государства, мужество, самоотверженность и высокий профессионализм, проявленные во время боевых действий и при исполнении служебных обязанностей»